# Éliminatoires du Championnat d'Europe de football 1980
Navigation
Éliminatoires Euro 1976 Éliminatoires Euro 1984
Les éliminatoires du Championnat d'Europe de football 1980 concernent 31 équipes réparties en sept groupes, dont trois groupes de cinq équipes et quatre groupes de quatre équipes. Les premiers de chaque groupe sont qualifiés pour la phase finale, qui réunira huit équipes pour la première fois. L'Italie, pays organisateur, est qualifiée d'office.
L'équipe de France échoue à la deuxième place du groupe 5, dominée par la Tchécoslovaquie, championne d'Europe en titre. Dans les arrêts de jeu du tout premier match contre la Suède au Parc des Princes, les Tricolores perdent un point précieux qu'ils ne parviendront jamais à reprendre : un ballon perdu au milieu du terrain, un contre instantané du Suédois Grönhagen, une hésitation du gardien tricolore André Rey, et la Suède égalise (2-2). La Tchécoslovaquie, quant à elle, engrange les points contre la Suède et fait la course en tête dans le groupe. Français et Tchécoslovaques se rendent par la suite coup pour coup, les champions d'Europe battant les Bleus (2-0) à Bratislava avant que ceux-ci ne prennent leur revanche (2-1) au Parc. Deuxième à un point derrière une excellente équipe tchécoslovaque, la France réalise finalement un parcours honorable avec quatre victoires, un nul et une défaite, démontrant de très nets progrès dans le jeu qui allaient trouver une éclatante confirmation moins de trois ans plus tard en Coupe du monde.

## Groupe 1
| Rang | Équipe               | Pts | J | G | N | P | Bp | Bc | Diff |  | Résultats (▼ dom., ► ext.) |     |     |     |     |     |
| ---- | -------------------- | --- | - | - | - | - | -- | -- | ---- |  | -------------------------- | --- | --- | --- | --- | --- |
| 1    | Angleterre           | 15  | 8 | 7 | 1 | 0 | 22 | 5  | +17  |  | Angleterre                 |     | 4-0 | 2-0 | 2-0 | 1-0 |
| 2    | Irlande du Nord      | 9   | 8 | 4 | 1 | 3 | 8  | 14 | -6   |  | Irlande du Nord            | 1-5 |     | 1-0 | 2-0 | 2-1 |
| 3    | République d'Irlande | 7   | 8 | 2 | 3 | 3 | 9  | 8  | +1   |  | République d'Irlande       | 1-1 | 0-0 |     | 3-0 | 2-0 |
| 4    | Bulgarie             | 5   | 8 | 2 | 1 | 5 | 6  | 14 | -8   |  | Bulgarie                   | 0-3 | 0-2 | 1-0 |     | 3-0 |
| 5    | Danemark             | 4   | 8 | 1 | 2 | 5 | 13 | 17 | -4   |  | Danemark                   | 3-4 | 4-0 | 3-3 | 2-2 |     |

## Groupe 2
| Rang | Équipe   | Pts | J | G | N | P | Bp | Bc | Diff |  | Résultats (▼ dom., ► ext.) |     |     |     |     |     |
| ---- | -------- | --- | - | - | - | - | -- | -- | ---- |  | -------------------------- | --- | --- | --- | --- | --- |
| 1    | Belgique | 12  | 8 | 4 | 4 | 0 | 12 | 5  | +7   |  | Belgique                   |     | 1-1 | 2-0 | 2-0 | 1-1 |
| 2    | Autriche | 11  | 8 | 4 | 3 | 1 | 14 | 7  | +7   |  | Autriche                   | 0-0 |     | 1-2 | 3-2 | 4-0 |
| 3    | Portugal | 9   | 8 | 4 | 1 | 3 | 10 | 11 | -1   |  | Portugal                   | 1-1 | 1-2 |     | 1-0 | 3-1 |
| 4    | Écosse   | 7   | 8 | 3 | 1 | 4 | 15 | 13 | +2   |  | Écosse                     | 1-3 | 1-1 | 4-1 |     | 3-2 |
| 5    | Norvège  | 1   | 8 | 0 | 1 | 7 | 5  | 20 | -15  |  | Norvège                    | 1-2 | 0-2 | 0-1 | 0-4 |     |

## Groupe 3
| Rang | Équipe      | Pts | J | G | N | P | Bp | Bc | Diff |  | Résultats (▼ dom., ► ext.) |     |     |     |     |
| ---- | ----------- | --- | - | - | - | - | -- | -- | ---- |  | -------------------------- | --- | --- | --- | --- |
| 1    | Espagne     | 9   | 6 | 4 | 1 | 1 | 13 | 5  | +8   |  | Espagne                    |     | 0-1 | 1-0 | 5-0 |
| 2    | Yougoslavie | 8   | 6 | 4 | 0 | 2 | 14 | 6  | +8   |  | Yougoslavie                | 1-2 |     | 2-1 | 5-0 |
| 3    | Roumanie    | 6   | 6 | 2 | 2 | 2 | 9  | 8  | +1   |  | Roumanie                   | 2-2 | 3-2 |     | 2-0 |
| 4    | Chypre      | 1   | 6 | 0 | 1 | 5 | 2  | 19 | -17  |  | Chypre                     | 1-3 | 0-3 | 1-1 |     |

## Groupe 4
| Rang | Équipe             | Pts | J | G | N | P | Bp | Bc | Diff |  | Résultats (▼ dom., ► ext.) |     |     |     |     |     |
| ---- | ------------------ | --- | - | - | - | - | -- | -- | ---- |  | -------------------------- | --- | --- | --- | --- | --- |
| 1    | Pays-Bas           | 13  | 8 | 6 | 1 | 1 | 20 | 6  | +14  |  | Pays-Bas                   |     | 1-1 | 3-0 | 3-0 | 3-0 |
| 2    | Pologne            | 12  | 8 | 5 | 2 | 1 | 13 | 4  | +9   |  | Pologne                    | 2-0 |     | 1-1 | 2-0 | 2-0 |
| 3    | Allemagne de l'Est | 11  | 8 | 5 | 1 | 2 | 18 | 11 | +7   |  | Allemagne de l'Est         | 2-3 | 2-1 |     | 5-2 | 3-1 |
| 4    | Suisse             | 4   | 8 | 2 | 0 | 6 | 7  | 18 | -11  |  | Suisse                     | 1-3 | 0-2 | 0-2 |     | 2-0 |
| 5    | Islande            | 0   | 8 | 0 | 0 | 8 | 2  | 21 | -19  |  | Islande                    | 0-4 | 0-2 | 0-3 | 1-2 |     |

## Groupe 5
| Rang | Équipe          | Pts | J | G | N | P | Bp | Bc | Diff |  | Résultats (▼ dom., ► ext.) |     |     |     |     |
| ---- | --------------- | --- | - | - | - | - | -- | -- | ---- |  | -------------------------- | --- | --- | --- | --- |
| 1    | Tchécoslovaquie | 10  | 6 | 5 | 0 | 1 | 17 | 4  | +13  |  | Tchécoslovaquie            |     | 2-0 | 4-1 | 4-0 |
| 2    | France          | 9   | 6 | 4 | 1 | 1 | 13 | 7  | +6   |  | France                     | 2-1 |     | 2-2 | 3-0 |
| 3    | Suède           | 4   | 6 | 1 | 2 | 3 | 9  | 13 | -4   |  | Suède                      | 1-3 | 1-3 |     | 3-0 |
| 4    | Luxembourg      | 1   | 6 | 0 | 1 | 5 | 2  | 17 | -15  |  | Luxembourg                 | 0-3 | 1-3 | 1-1 |     |

## Groupe 6
| Rang | Équipe           | Pts | J | G | N | P | Bp | Bc | Diff |  | Résultats (▼ dom., ► ext.) |     |     |     |     |
| ---- | ---------------- | --- | - | - | - | - | -- | -- | ---- |  | -------------------------- | --- | --- | --- | --- |
| 1    | Grèce            | 7   | 6 | 3 | 1 | 2 | 13 | 7  | +6   |  | Grèce                      |     | 4-1 | 8-1 | 1-0 |
| 2    | Hongrie          | 6   | 6 | 2 | 2 | 2 | 9  | 9  | 0    |  | Hongrie                    | 0-0 |     | 3-1 | 2-0 |
| 3    | Finlande         | 6   | 6 | 2 | 2 | 2 | 10 | 15 | -5   |  | Finlande                   | 3-0 | 2-1 |     | 1-1 |
| 4    | Union soviétique | 5   | 6 | 1 | 3 | 2 | 7  | 8  | -1   |  | Union soviétique           | 2-0 | 2-2 | 2-2 |     |

## Groupe 7
| Rang | Équipe               | Pts | J | G | N | P | Bp | Bc | Diff |  | Résultats (▼ dom., ► ext.) |     |     |     |     |
| ---- | -------------------- | --- | - | - | - | - | -- | -- | ---- |  | -------------------------- | --- | --- | --- | --- |
| 1    | Allemagne de l'Ouest | 10  | 6 | 4 | 2 | 0 | 17 | 1  | +16  |  | Allemagne de l'Ouest       |     | 2-0 | 5-1 | 8-0 |
| 2    | Turquie              | 7   | 6 | 3 | 1 | 2 | 5  | 5  | 0    |  | Turquie                    | 0-0 |     | 1-0 | 2-1 |
| 3    | Pays de Galles       | 6   | 6 | 3 | 0 | 3 | 11 | 8  | +3   |  | Pays de Galles             | 0-2 | 1-0 |     | 7-0 |
| 4    | Malte                | 1   | 6 | 0 | 1 | 5 | 2  | 21 | -19  |  | Malte                      | 0-0 | 1-2 | 0-2 |     |

## Les qualifiés
Les 8 équipes qualifiées pour le tournoi final sont :
| - Italie (pays organisateur) - Angleterre - vainqueur du groupe 1 - Belgique - vainqueur du groupe 2 - Espagne - vainqueur du groupe 3 - Pays-Bas - vainqueur du groupe 4 - Tchécoslovaquie - vainqueur du groupe 5 (tenant du titre) - Grèce - vainqueur du groupe 6 - Allemagne de l'Ouest - vainqueur du groupe 7 |

## Sources et liens externes
- Euro 80 sur uefa.com
- (en) European Championship 1980 sur RSSSF.com